# Leandro Mercado
Leandro Denis Mercado (Córdoba, 15 febbraio 1992) è un pilota motociclistico argentino.
Vincitore della Superstock 1000 FIM Cup nel 2014.

## Carriera
Dopo aver iniziato la carriera agonistica in competizioni nazionali, nel 2008 passa a correre negli Stati Uniti, finendo al terzo posto in classifica nella Red Bull US Rookies Cup. L'anno dopo prende parte con una Kawasaki ZX-6R del team Attack Performance a gare delle classi Daytona SportBike e Supersport; in quest'ultima, dopo essersi piazzato in terza posizione nella divisione Est del campionato, vince il titolo nazionale nella gara finale a Daytona.
Nel 2010 passa al campionato Italiano Velocità con una Kawasaki del team BWG Racing nella classe Stock 600, dove si piazza al settimo posto finale; durante l'anno fa il proprio esordio anche nel campionato europeo come wild card nelle tre prove disputatesi in Italia, cogliendo un quinto posto a Misano e la 25ª posizione in classifica. Nel 2011 viene ingaggiato dal Team Pedercini, che lo presenta al via della Superstock 1000 FIM Cup e della classe Stock 1000 del CIV con una Kawasaki ZX-10R; nel mondiale conclude la stagione al 16º posto con una quinta posizione a Silverstone come miglior risultato in gara, mentre finisce sesto nel campionato italiano con due podi all'attivo, entrambi ottenuti al Mugello.
Nel 2012 rimane nella stessa squadra per partecipare al campionato mondiale Superbike, ma è costretto a saltare il primo appuntamento a Phillip Island a causa di un infortunio. Partecipa comunque a otto gran premi totalizzando nove punti. Continua a correre con il team Pedercini anche nel 2013 ma passa alla Superstock 1000 FIM Cup, nella quale si posiziona al quarto posto in classifica con una vittoria e quattro podi all'attivo. Sempre nel 2013, e con lo stesso team, chiude al secondo posto in classifica nel campionato Italiano Velocità classe Superbike.
Nel 2014 passa al team Barni Racing in sella ad una Ducati 1199 Panigale R, sempre nella Coppa del Mondo Superstock 1000. Vince il titolo con 117 punti in sette gare, frutto di due vittorie ed altri due piazzamenti a podio. Nella stessa stagione disputa il Gran Premio finale del campionato italiano Superbike, conquistando la pole e una vittoria in gara2, ma senza ottenere punti. Nel 2015 rimane nella squadra del 2014, ma passa al campionato mondiale Superbike in sella ad una Ducati 1199 Panigale R, finendo a punti tutte le gare tranne una. Chiude la stagione all'ottavo posto nel mondiale con 142 punti ottenuti. Nel 2016 passa al team Aruba.it Racing-Ducati che lo schiera nella Superstock 1000 FIM Cup, con compagno di squadra Michael Ruben Rinaldi. Sfiora il suo secondo titolo di categoria, chiudendo secondo in campionato con 111 punti, a sole quattro lunghezze dal vincitore con tre vittorie nei singoli gran premi su otto gare in calendario.
Nel 2017 torna nel campionato mondiale Superbike, firma infatti per il team IodaRacing che gli affida un'Aprilia RSV4 RF. In questa stagione è costretto a saltare la gara inaugurale in Australia e la successiva in Thailandia a causa di una frattura di tre costole e ad una falda di pneumotorace, dovute ad una caduta rimediata mentre si allenava con la moto da cross. In questa stagione non partecipa alla gara finale in Qatar a causa delle difficoltà economiche del team. Chiude la stagione al tredicesimo posto in classifica piloti con centoquindici punti ottenuti. Nel 2018 è nuovamente pilota titolare nel mondiale Superbike. Si trasferisce al team Orelac Racing Verdnatura, che gli affida una Kawasaki ZX-10R. Chiude la stagione al quindicesimo posto in classifica piloti e quarto nella graduatoria del Trofeo Indipendenti. Nel 2019 disputa la seconda stagione consecutiva con il team Orelac. In questa stagione è costretto a saltare il Gran Premio d'Olanda a causa di una frattura rimediata nell'evento precedente. Il suo posto in squadra, in questo frangente, viene preso da Héctor Barberá. Raccoglie ottanta punti che gli consentono di chiudere sedicesimo in classifica piloti e ottavo nel Trofeo Indipendenti.
Nel 2020 è pilota titolare con il team Motocorsa Racing e una Ducati Panigale V4. Dopo aver saltato alcuni eventi per infortunio, conclude la stagione al sedicesimo posto in classifica mondiale e al sesto tra gli indipendenti. Nel 2021 si trasferisce al MIE Racing Honda Racing in sella ad una CBR1000RR-R. Nella stessa stagione prende parte, con la stessa motocicletta, ad alcune gare del campionato italiano Superbike senza poter ottenere punti. Nel mondiale totalizza trentatré punti che gli consentono di chiudere al ventunesimo posto nel mondiale e al decimo posto nella graduatoria del Trofeo Indipendenti.
Nel 2022 prosegue con lo stesso team della stagione precedente, il compagno di squadra è Hafizh Syahrin. Totalizza tre punti, grazie a tre quindicesimi posti, classificandosi ventinovesimo nel mondiale e diciassettesimo nel Trofeo Indipendenti. Nel 2023 gareggia nel mondiale Endurance con una Honda del team Viltais in equipaggio con Steven Odendaal e Florian Alt. Contestualmente alle gare di durata è chiamato a sostituire l'infortunato Eric Granado nel mondiale Superbike al Gran Premio di Jerez dove porta a termine tutte e tre le prove senza ottenere punti. Nel 2024 è impegnato nel campionato tedesco Superbike dove, in sella ad una Kawasaki, si classifica al nono posto. In in occasione del Gran Premio di Most, è chiamato a sostituire l'infortunato Adam Norrodin nel mondiale.

## Risultati in gara nel mondiale Superbike
| 2012 | Moto     |     |     |    |     |    |    |    |    |     |     |     |    |    |    |     |    |     |    |  |  |  |  |  |  |  |  |  |  | Punti | Pos. |
| ---- | -------- | --- | --- | -- | --- | -- | -- | -- | -- | --- | --- | --- | -- | -- | -- | --- | -- | --- | -- |  |  |  |  |  |  |  |  |  |  | ----- | ---- |
| 2012 | Kawasaki | Inf | Inf | 14 | Rit | 10 | 15 | AN | 16 | Rit | Rit | Rit | 17 | 19 | 16 | Rit | 18 | Rit | NP |  |  |  |  |  |  |  |  |  |  | 9     | 26º  |

| 2015 | Moto   |    |    |    |    |   |   |    |    |   |   |    |    |   |   |    |     |   |   |    |    |    |    |   |    |   |   |  |  | Punti | Pos. |
| ---- | ------ | -- | -- | -- | -- | - | - | -- | -- | - | - | -- | -- | - | - | -- | --- | - | - | -- | -- | -- | -- | - | -- | - | - |  |  | ----- | ---- |
| 2015 | Ducati | 12 | 11 | 10 | 10 | 8 | 7 | 11 | 14 | 7 | 8 | 11 | 13 | 8 | 9 | 11 | Rit | 9 | 9 | 15 | 15 | 14 | 10 | 9 | 12 | 9 | 6 |  |  | 142   | 8º   |

| 2017 | Moto    |     |     |     |     |   |   |   |    |     |    |   |     |     |   |   |   |    |    |     |   |   |   |    |   |  |  |  |  | Punti | Pos. |
| ---- | ------- | --- | --- | --- | --- | - | - | - | -- | --- | -- | - | --- | --- | - | - | - | -- | -- | --- | - | - | - | -- | - |  |  |  |  | ----- | ---- |
| 2017 | Aprilia | Inf | Inf | Inf | Inf | 7 | 8 | 9 | 12 | Rit | 10 | 7 | Rit | Rit | 9 | 9 | 7 | 11 | 12 | Rit | 7 | 7 | 6 | 11 | 9 |  |  |  |  | 115   | 13º  |

| 2018 | Moto     |    |    |    |     |     |    |   |     |    |    |    |    |    |    |     |    |    |    |    |    |    |    |     |    |    |    |  |  | Punti | Pos. |
| ---- | -------- | -- | -- | -- | --- | --- | -- | - | --- | -- | -- | -- | -- | -- | -- | --- | -- | -- | -- | -- | -- | -- | -- | --- | -- | -- | -- |  |  | ----- | ---- |
| 2018 | Kawasaki | 10 | 12 | 13 | Rit | Rit | 13 | 8 | Rit | 15 | 10 | 13 | 12 | 12 | 17 | Rit | 11 | 10 | 17 | 11 | 15 | 14 | 15 | Rit | 12 | 12 | AN |  |  | 70    | 15º  |

| 2019 | Moto     |    |     |    |    |    |     |     |    |    |     |     |     |     |     |     |    |    |    |    |   |     |   |     |    |    |   |    |    |    |    |    |    |    |   |    |   |     |    |    |  |  |  | Punti | Pos. |
| ---- | -------- | -- | --- | -- | -- | -- | --- | --- | -- | -- | --- | --- | --- | --- | --- | --- | -- | -- | -- | -- | - | --- | - | --- | -- | -- | - | -- | -- | -- | -- | -- | -- | -- | - | -- | - | --- | -- | -- |  |  |  | ----- | ---- |
| 2019 | Kawasaki | 14 | Rit | 11 | 12 | 12 | Rit | Rit | NP | NP | Inf | Inf | Inf | Inf | Inf | Inf | 13 | 13 | 11 | 10 | 9 | Rit | 6 | Rit | 14 | 12 | 9 | 11 | 14 | 16 | 15 | 12 | 14 | 11 | 9 | 10 | 8 | Rit | 11 | 11 |  |  |  | 80    | 16º  |

| 2020 | Moto   |  |  |  |     |    |    |    |    |    |    |     |    |     |     |     |     |     |     |    |    |     |    |    |    |  |  |  |  |  |  |  |  |  |  |  |  |  |  |  |  |  |  | Punti | Pos. |
| ---- | ------ |  |  |  | --- | -- | -- | -- | -- | -- | -- | --- | -- | --- | --- | --- | --- | --- | --- | -- | -- | --- | -- | -- | -- |  |  |  |  |  |  |  |  |  |  |  |  |  |  |  |  |  |  | ----- | ---- |
| 2020 | Ducati |  |  |  | Rit | 17 | 15 | 16 | 14 | 10 | 11 | Rit | NP | Inf | Inf | Inf | Inf | Inf | Inf | 10 | 10 | Rit | 13 | 14 | 13 |  |  |  |  |  |  |  |  |  |  |  |  |  |  |  |  |  |  | 24    | 16º  |

| 2021 | Moto  |     |    |    |  |  |  |  |  |  |  |  |  |    |    |    |     |     |     |     |    |    |     |    |    |    |    |    |     |    |    |   |    |    |    |    |    |   |    |     |  |  |  | Punti | Pos. |
| ---- | ----- | --- | -- | -- |  |  |  |  |  |  |  |  |  | -- | -- | -- | --- | --- | --- | --- | -- | -- | --- | -- | -- | -- | -- | -- | --- | -- | -- | - | -- | -- | -- | -- | -- | - | -- | --- |  |  |  | ----- | ---- |
| 2021 | Honda | Rit | 18 | 18 |  |  |  |  |  |  |  |  |  | 12 | 14 | 13 | Inf | Inf | Inf | Rit | 18 | 15 | Rit | 19 | 17 | 15 | 10 | 14 | Rit | AN | 15 | 8 | 11 | 11 | 16 | 16 | 15 | 9 | AN | Rit |  |  |  | 33    | 21º  |

| 2022 | Moto  |    |    |    |    |    |    |     |    |    |    |    |    |     |    |    |    |    |    |    |    |     |    |    |    |    |    |    |     |    |    |     |    |    |    |    |    |  |  |  |  |  |  | Punti | Pos. |
| ---- | ----- | -- | -- | -- | -- | -- | -- | --- | -- | -- | -- | -- | -- | --- | -- | -- | -- | -- | -- | -- | -- | --- | -- | -- | -- | -- | -- | -- | --- | -- | -- | --- | -- | -- | -- | -- | -- |  |  |  |  |  |  | ----- | ---- |
| 2022 | Honda | 20 | 20 | 21 | 19 | 18 | 15 | Rit | 14 | 18 | 19 | 19 | 18 | Rit | 20 | 17 | 17 | 17 | 15 | 21 | 20 | Rit | 18 | 19 | 17 | 23 | 21 | 20 | Rit | 17 | 19 | Rit | 16 | 17 | 17 | 14 | 15 |  |  |  |  |  |  | 3     | 29º  |

| 2023 | Moto  |  |  |  |  |  |  |  |  |  |  |  |  |  |  |  |  |  |  |  |  |  |  |  |  |  |  |  |  |  |  |  |  |  |    |    |    |  |  |  |  |  |  | Punti | Pos. |
| ---- | ----- |  |  |  |  |  |  |  |  |  |  |  |  |  |  |  |  |  |  |  |  |  |  |  |  |  |  |  |  |  |  |  |  |  | -- | -- | -- |  |  |  |  |  |  | ----- | ---- |
| 2023 | Honda |  |  |  |  |  |  |  |  |  |  |  |  |  |  |  |  |  |  |  |  |  |  |  |  |  |  |  |  |  |  |  |  |  | 17 | 20 | 21 |  |  |  |  |  |  | 0     |      |

| 2024 | Moto  |  |  |  |  |  |  |  |  |  |  |  |  |  |  |  |    |    |    |  |  |  |  |  |  |  |  |  |  |  |  |  |  |  |  |  |  |  |  |  |  |  |  | Punti | Pos. |
| ---- | ----- |  |  |  |  |  |  |  |  |  |  |  |  |  |  |  | -- | -- | -- |  |  |  |  |  |  |  |  |  |  |  |  |  |  |  |  |  |  |  |  |  |  |  |  | ----- | ---- |
| 2024 | Honda |  |  |  |  |  |  |  |  |  |  |  |  |  |  |  | 20 | 19 | 17 |  |  |  |  |  |  |  |  |  |  |  |  |  |  |  |  |  |  |  |  |  |  |  |  | 0     |      |

| Legenda | 1º posto        | 2º posto            | 3º posto           | A punti      | Senza punti        | Grassetto – Pole position Corsivo – Giro più veloce |
| Legenda | Gara non valida | Non qual./Non part. | Ritirato/Non class | Squalificato | '-' Dato non disp. | Grassetto – Pole position Corsivo – Giro più veloce |